# 克拉斯諾亞爾斯克葉尼塞足球俱樂部
克拉斯諾亞爾斯克葉尼塞足球俱樂部（俄语：ФК Енисей Красноярск，一般稱為葉尼塞）是俄羅斯的一家足球俱樂部，得名于俄罗斯境内的葉尼塞河。主場位於克拉斯諾亞爾斯克。球隊參加俄羅斯全國足球聯賽的賽事。

## 外部連結
- Official website （俄文）
- History at KLISF